# Kuroko Tetsuya
Tetsuya Kuroko é o protagonista do mangá e anime Kuroko no Basket, criado por Tadatoshi Fujimaki. Ele foi um dos jogadores da Geração de Milagres, intitulado como o Sexto Jogador Fantasma. Kuroko é especialista em desorientação e passes. Ele agora joga na escola Seirin e tem como objetivo trazer a equipe e Kagami ao topo.

## Aparência
Kuroko é muito pequeno para ser um jogador de basquete e nem possui um físico muito forte para tal. Ele tem o cabelo azul claro assim como seus olhos, que são marcantes pela sua constante falta de expressão, e possui a pele muito pálida. Ele veste a camisa número 11.

## Personalidade
Ele é muito duro de trabalho e sempre tenta satisfazer as necessidades de sua equipe. Ele é bastante sombrio e imperceptível, uma característica que vai bem com a sua desorientação. Seus colegas dizem quase sempre não saber o que ele está sentindo, mesmo que olhem em seus olhos, por ter o rosto  praticamente inexpressivo. Não é muito ambicioso em relação a ele mesmo, visando mais o grupo do que a si próprio.
Apesar de sua personalidade calma, Kuroko fica extremamente furioso em situações como quando seus companheiros são ameaçados e feridos por métodos ilícitos. Sua aura muda tão rapidamente que Kagami se assusta ao vê-lo assim.  Data de nascimento: 31/01 Signo: Aquário